# Michael Collins (astronaut)
Michael Collins (31. října 1930 Řím, Itálie – 28. dubna 2021 Naples, Florida) byl americký pilot a astronaut z projektů Gemini a Apollo. Ve vesmíru byl dvakrát. Na jeho počest je pojmenován malý kráter Collins na jihozápadním okraji Mare Tranquillitatis (Moře klidu) na přivrácené straně Měsíce (nedaleko místa přistání mise Apollo 11).

## Život

### Mládí a výcvik
Michaelův otec generál James Collins (1882–1963) byl zámožný člověk a v době narození syna byl vojenským přidělencem velvyslanectví USA v Římě.
Po vystudování vojenské akademie ve West Pointu se stal Michael Collins plukovníkem letectva Spojených států amerických. Na Edwardsově vojenské základně absolvoval školu zkušebních pilotů a pracoval jako vojenský zkušební pilot. Před vstupem do NASA v roce 1963 měl nalétáno 3 500 letových hodin v USA i zahraničí. Stal se členem třetí skupiny kosmonautů.
V roce 1957 se oženil Patriciou Mary Finneganovou. Měli spolu tři děti, dvě dcery a syna. 

### Lety do vesmíru
Poprvé letěl na palubě kosmické lodi Gemini 10 v létě roku 1966 pod velitelem Johnem Youngem. Startovali z mysu Canaveral a přistáli na hladině Atlantského oceánu po 70hodinovém letu s 44 oblety Země. Na oběžné dráze se spojili s tělesy Agena TV-10 a Agena TV-8. Collins také absolvoval výstup do volného vesmíru (tzv. EVA) s připoutáním na laně.
Po tomto letu byl jmenován do posádky Apolla 8 v prosinci 1968, jenže místo toho šel na operaci s páteří.
Podruhé odstartoval z Floridy v létě roku 1969 na Apollu 11 s Neilem Armstrongem a Buzzem Aldrinem. Byl to let na Měsíc. Zatímco jeho kolegové na Měsíci přistáli a Armstrong jako první člověk vstoupil na povrch, on zůstal ve velitelském modulu na oběžné dráze Měsíce. Po 30 obězích se lunární modul s ostatními astronauty spojil s velitelským modulem a posádka odletěla na Zemi. Po 195 hodinách ve vesmíru přistáli na hladině Tichého oceánu.
Po obou letech měl na kontě 11 dní ve vesmíru.
- Gemini 10 (18. července 1966 – 21. července 1966)
- Apollo 11 (16. července 1969 – 24. července 1969)

### Po konci kosmonautické kariéry
V lednu 1970 odešel z NASA jako generálmajor a o rok později byl ředitelem Národního leteckého a kosmického muzea, které bylo součástí Smithsonova institutu ve Washingtonu. Svůj příběh popsal v knize Carrying the Fire: An Astronaut's Journeys, kterou vydal v roce 1974. V dubnu roku 1978 se stal náměstkem ředitele Smithsonova institutu.
O svém působení u NASA napsal knihu. V roce 1985 byl v Ohiu zapsán do National Aviation Hall of Fame (Národní letecká síň slávy). V roce 1993 byl jmenován generálem v záloze a stal se podnikatelem.
Zemřel 28. dubna 2021 ve floridském Naples na rakovinu ve věku 90 let. Je pohřben na Arlingtonském národním hřbitově.